# Alsophylax loricatus
Alsophylax loricatus là một loài thằn lằn trong họ Gekkonidae. Loài này được Strauch mô tả khoa học đầu tiên năm 1887.